# کی ازدواج خواهی کرد؟
کِی ازدواج خواهی کرد؟  نقاشی رنگ روغنی است که توسط پل گوگن، نقاش پُست‌امپرسیونیسم فرانسوی در سال ۱۸۹۲ میلادی، کشیده. این تابلو که نزدیک نیم قرن در موزه کونتس در بازل، سوئیس به امانت سپرده شده بود، در فوریه ۲۰۱۵ توسط خانواده رادلف اشتاچلین به یک خریدار ناشناس – براساس گزارش‌ها به موزه‌ای در قطر – نزدیک به ۳۰۰ میلیون دلار فروخته شد. این تابلو گران‌قیمت‌ترین اثر هنری بود که تا سال ۲۰۱۵ به فروش رسیده‌بود.

## تاریخچه
گوگن اولین بار در سال۱۸۹۱ به تاهیتی رفت، با این امید که «بهشت عدن» مکانی را که می‌توانست هنر بدوی خالص‌تر از کارهای نقاشان بدوی گرای فرانسوی خلق کند، را بیابد. به محض رسیدن متوجه شد، تاهیتی جایی که تصور می‌کرد نیست، قرن هیجدهم مستعمره شده و حداقل دو سوم افراد بومی جزیره با بیماری‌هایی که اروپاییان آورده بودند، ازبین رفته‌اند. فرهنگ بدوی از بین رفته‌بود. علی‌رغم این مطلب، نقاشی‌هایی از زنان بومی: برهنه، با لباس‌های سنتی تاهیتی، و لباس‌هایی به سبک لباس‌های مبلغان مذهبی غربی، همانند زن پشتی در تابلو کی ازدواج خواهی کرد، کشید.

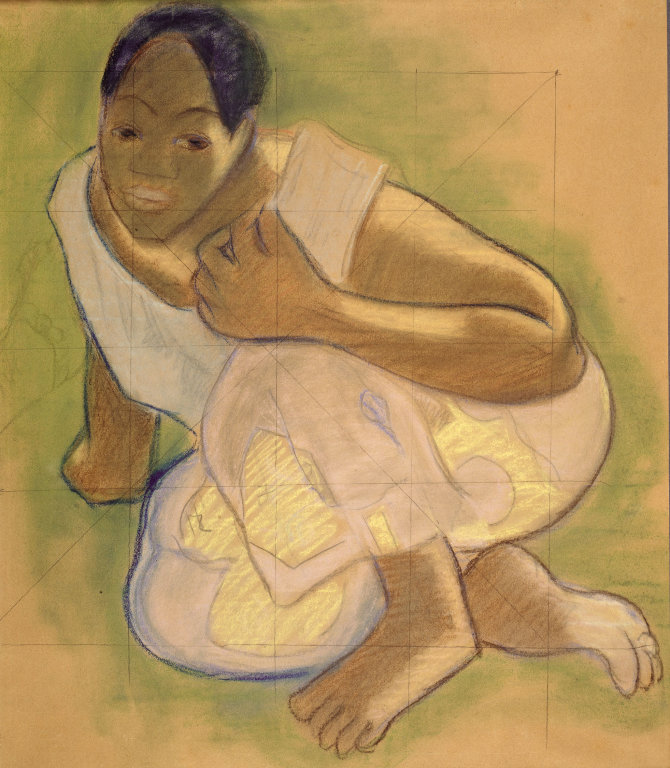
مطالعه، زغال و پاستل (موزه هنر شیکاگو)

زمین جلو و وسط تابلو از رنگ‌های سبز، زرد و آبی تشکیل شده‌است. زن جوانی که لباس سنتی پوشیده بین قسمت جلو و وسط زمین نشسته است. او یک گل یاس تاهیتی سفید پشت گوش سمت چپ‌اش قرار داده است، که آمادگی او را برای داشتن یک عاشق نشان می‌دهد پشت سر او ناگهان چهره دیگری که لباس مبلغان با گردن کاملاً بسته پوشیده است، نمایان می‌شود. مورر (Naomi E. Maurer) حالت دست او را همانند حالت مودرا در بودایی که به معنی تهدید یا اخطار است توصیف می‌کند. زن جلویی خود را کش داده و صورتش حالت خاصی دارد و ساده شده است. چهره زن پشتی با زمینه زرد-آبی هیجان‌زده است. صورت او با خصوصیات منحصر به‌فرد نقاشی شده‌است و مرکز توجه تابلو را به‌نمایش می‌گذارد. رنگ صورتی لباس او به‌طور واضح از دیگر رنگ‌ها متمایز است. در قسمت راست پایین تابلو نوشته شده است "NAFEA Faa ipoipo " (کی ازدواج خواهی کرد). گوگن در این زمان تابلوهایش را معمولاً به زبان تاهیتی امضا می‌کرد: جذب زبان آنها شده بود، اگر چه هرگز از مرحله مقدماتی جلوتر نرفت.
«نانسی ماول متیوز» تاریخ‌دان هنری نوشت: «گوگن بومی‌های تاهیتی را طوری ترسیم کرد انگار همواره در حال آواز خواندن و عشق‌ورزی هستند. با این روش از دوستانش پول می‌گرفت و مردم را علاقه‌مند ماجراهایش می‌کرد. اما، البته، او این حقیقت راکه – تاهیتی جزیره قابل‌توجهی با جامعه غربی شده و بین‌المللی نیست - می‌دانست.».".
پس از بازگشت به فرانسه، نقاشی‌هایی را که از مردم تاهیتی کشیده بود، از جمله کی ازدواج خواهی کرد؟، مورد نقدهای متفاوتی قرار گرفتند.